# Fiat Uno (2010)
La Fiat Uno o Novo Uno è un'autovettura prodotta dalla FIAT per il mercato sudamericano dal 2010 al 2021 e che riprende il nome del modello omonimo prodotto negli anni ottanta del XX secolo.

## Storia
È stata presentata ufficialmente il 5 maggio 2010 come "Novo" Uno dalla Fiat brasiliana per il mercato locale ed è stata resa disponibile sia in versione 3 che 5 porte. Telaisticamente non ha più nulla in comune con la vettura nata nel 1983, ma si presenta con una base inedita sviluppata sul telaio della Fiat Panda del 2003; sul piano stilistico, anticipa invece le linee della terza generazione della Panda.

## Caratteristiche

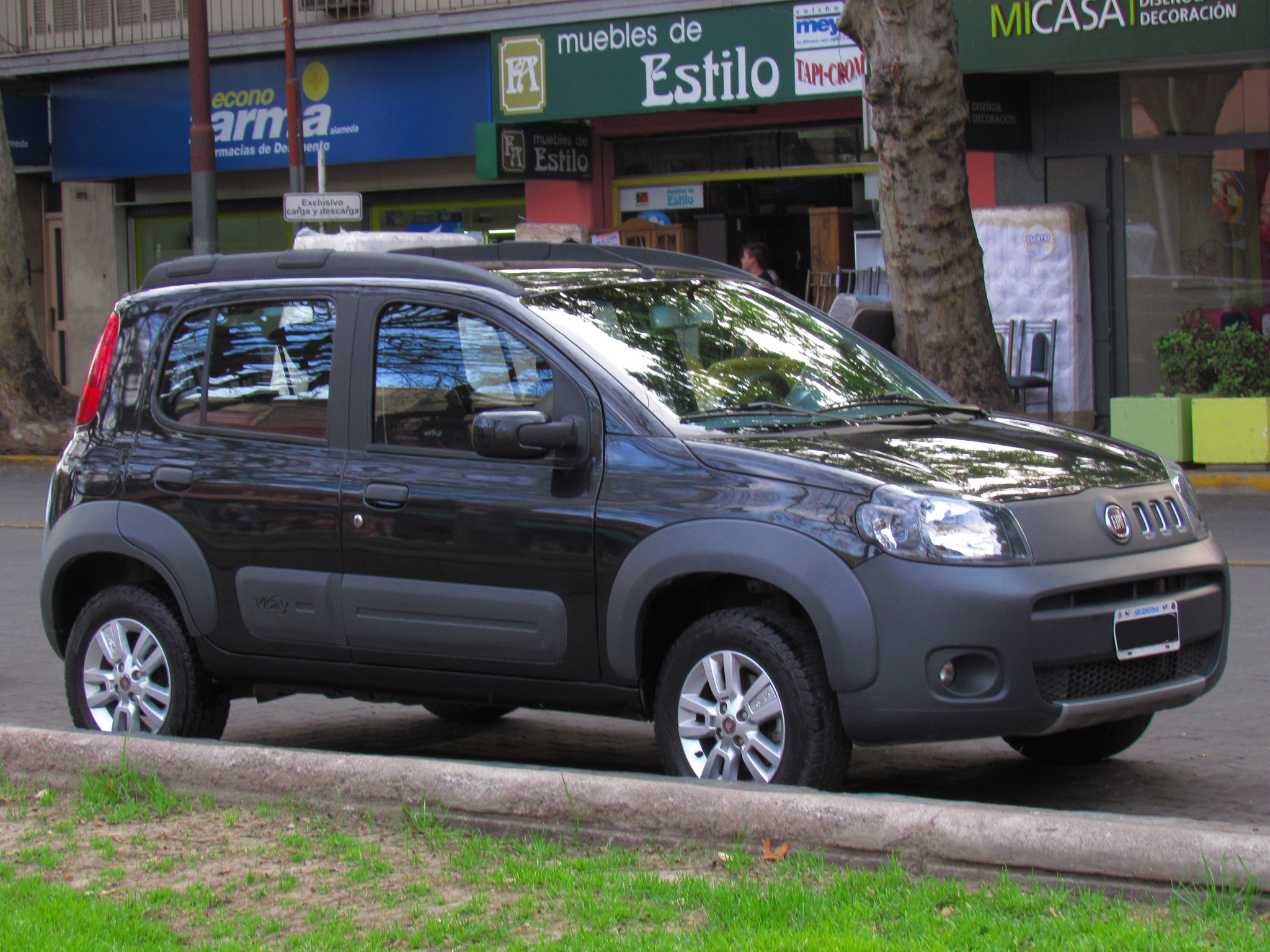
Una Fiat Novo Uno Way

Altri i richiami stilistici come la mascherina anteriore ricordano molto le grate della mascherina della prima Panda disegnata da Giugiaro. Dimensionalmente è lunga 3,77 m e si colloca nell'attuale segmento B poco sopra l'attuale Fiat Palio. La nuova Uno inizialmente non sostituiva la precedente serie (nota anche come Fiat Mille) ma andava semplicemente ad affiancarla.
I motori alla presentazione sono un 1.0 e un 1.4 EVO. Entrambi possono funzionare a miscela benzina ed etanolo (combustibile molto usato in Brasile). I due motori sono una evoluzione dei classici Fire Flex.
Ne è stata realizzata anche una versione Sporting nel 2010. Era caratterizzata da prese d'aria maggiorate, spoiler al lunotto, assetto ribassato di 20 mm e cerchi in lega da 15 pollici con disegno a cinque doppie razze. Era equipaggiata con un propulsore 1.4 aspirato dalla potenza di 85 cv. E inoltre disponibile in versione Way, con configurazione da SUV e con ammortizzatori rialzati.

## Altri veicoli derivati
Nel 2013 su base Fiat Uno vengono commercializzati due veicoli commerciali denominati Fiat Fiorino (versione furgone su base Uno) e Fiat Uno Van (furgonetta derivata da automobile).